# Bruno Galler
Bruno Galler (* 21. Oktober 1946 in Baden) ist ein ehemaliger Schweizer Fussballschiedsrichter.

## Karriere

### Schweiz
In der höchsten Schweizer Liga pfiff Galler insgesamt 185 Spiele (ohne Final-, Auf- und Abstiegsrunde). In Erinnerung blieb vor allem das Spiel mit dem «schlimmsten Foul im Schweizer Fussball» am 13. September 1985, bei dem Gabet Chapuisat dem heutigen Trainer Lucien Favre die Aussenbänder, Kreuzbänder und den Meniskus schwer verletzte. Der Fall landete schliesslich sogar vor dem Zivilgericht.

### International
Galler leitete neben zahlreichen Partien in der Schweiz auch Spiele auf europäischer Ebene, insbesondere den Final des UEFA Supercup 1982, den Final des UEFA-Cups 1983/84 und das Endspiel des Europapokals der Pokalsieger 1989/90. Am 8. Juli 1982 assistierte er anlässlich der Fussball-WM 1982 als Linienrichter den WM-Halbfinal zwischen der Bundesrepublik Deutschland und Frankreich. Diese Partie ging als «Nacht von Sevilla» in die Fussballgeschichte ein. Der Höhepunkt und Abschluss seiner Karriere war der Final der EM 1992 zwischen Dänemark und Deutschland, den er leiten durfte. Bruno Galler war der erste ausländische Schiedsrichter, der ein Spiel in der Bundesliga leitete. Es handelt sich dabei um das Spiel Borussia Dortmund gegen Waldhof Mannheim am 30. März 1990.

## Privates
Galler ist von Beruf Lehrer und lebt im Kanton Aargau.